# 副腎皮質機能亢進症
副腎皮質機能亢進症（ふくじんひしつきのうこうしんしょう、英:hyperadrenocorticism）とは副腎皮質の肥大、過形成、腫瘍などにより引き起こされた副腎皮質ホルモンの過剰分泌を原因とする疾病。イヌで多く、他の動物では少ない。アルドステロンの過剰分泌によるアルドステロン症、糖質コルチコイドの過剰分泌によるクッシング症候群、アンドロゲンやエストロゲンの過剰分泌による副腎性器症候群に分類される。